# 赵萌
趙萌（?—?），中国两汉之际更始帝劉玄属下大臣，劉玄的岳父，荊州南陽郡棘陽县（治所在今河南省南阳市新野县东部偏北十余公里的前高庙乡张楼村）人。

## 生平
| 姓名           | 趙萌               |
| 時代           | 汉朝               |
| 生卒年         | 〔不詳〕           |
| 字・別号       | 〔不詳〕           |
| 本貫・出身地等 | 荊州南陽郡棘陽县   |
| 職官           | 右大司馬〔更始〕   |
| 爵位・号等     | -                  |
| 陣营・所属等   | 更始帝             |
| 家族・一族     | 女儿：更始帝赵夫人 |

更始元年（23年）二月，劉玄即位为更始帝之前，趙萌事跡不明。和更始帝关系良好，和更始帝一样都是平林軍出身可能性比较高，但没有实証。
同年八月、趙萌和西屏大将軍申屠建、丞相司直李松一起，奉更始帝之命攻打常安。攻入常安，斬王莽灭新朝。王憲先行入常安，自称漢大将軍，藏匿玉璽，霸占宮女，控制儀杖，被申屠建、趙萌誅殺。王宪被杀后，肃清三辅官民的风闻兴起。三辅各地起兵对抗更始帝军。申屠建不能全部镇压，更始二年（24年）二月，更始帝迁都长安，布告大赦，混乱也没有完全结束。
更始帝遷都長安，趙萌和李松進言更始帝封功臣为王，大司馬朱鮪反对。更始帝听从趙萌之言，封功臣为王。朱鮪推辞封王，更始帝改任朱鮪为左大司馬，劉賜为前大司馬、趙萌为右大司馬。趙萌和进昇丞相的李松共同管理内政。
其後，更始帝娶趙萌之女为夫人，称趙夫人。更始帝寵愛趙夫人，政務委任给趙萌，自己在後宮和韓夫人、趙夫人日日酒宴。趙萌专横，大臣劝諌更始帝抑制趙萌，更始帝怒，拔剑斬杀，后来没人敢谏言。趙萌以私怨杀害侍中，更始帝求请，趙萌無視不听。
更始三年（25年），劉秀部下邓禹軍和赤眉軍都向長安進攻。王匡、张卬等更始政权諸将進言更始帝放弃長安、回归南陽。更始帝不同意，命趙萌、王匡、陳牧、成丹共守京兆尹新丰，以迎击進攻長安的赤眉军。
長安城内張卬兵变，更始帝逃亡到新丰。更始帝心起猜疑，除了赵萌以外的新丰诸将，他都认为是张卬一党。更始帝把成丹、陈牧召入，将二人诛杀。王匡惊恐，逃到长安投靠张卬，叛变更始帝。
趙萌和李松一起跟从更始帝，反击長安城内的王匡、張卬，激战之后，趙萌夺回长安。王匡、張卬投降赤眉軍，作为进攻長安的向导。同年九月、長安陷落，更始政权滅亡。更始帝和李松被赤眉軍杀害。趙萌的结局史書没有记载。